# Luis Alegre Zahonero
Luis Alegre Zahonero (Madrid, 16 de marzo de 1977) es un filósofo y político español, profesor en la Universidad Complutense de Madrid y miembro del primer Consejo Ciudadano elegido en la asamblea constituyente de Podemos, partido del cual se desafilió en 2019 para militar en Más Madrid.

## Biografía
Luis Alegre es investigador y profesor de Filosofía en la Universidad Complutense de Madrid. Es discípulo de Carlos Fernández Liria, también profesor de Filosofía de esa universidad, con el que ha colaborado en diversas revistas y sitios de Internet de contrainformación alternativa, como El Viejo Topo, Viento Sur o Rebelión.org. 
Alegre y Fernández Liria han escrito numerosos libros juntos, de entre los que destaca El orden de El capital, que obtuvo el Premio Libertador al Pensamiento Crítico 2010. Este premio, otorgado por el Ministerio de Cultura de Venezuela, premia a los ganadores con 150.000 dólares. Ambos han escrito también los libros Educación para la Ciudadanía. Democracia, capitalismo y Estado de Derecho, Comprender Venezuela, pensar la democracia, y los libros de texto de la editorial Akal Filosofía y ciudadanía, Educación ético-cívica y Educación para la ciudadanía.
En julio de 2015 aparece en el tercer puesto de la lista de los 50 homosexuales más influyentes de España, elaborada por La Otra Crónica de El Mundo.
Desde marzo de 2023, coordina el Máster en Estudios LGTBIQ+, impartido en la Facultad de Trabajo Social de la Universidad Complutense de Madrid.

## Actividad política

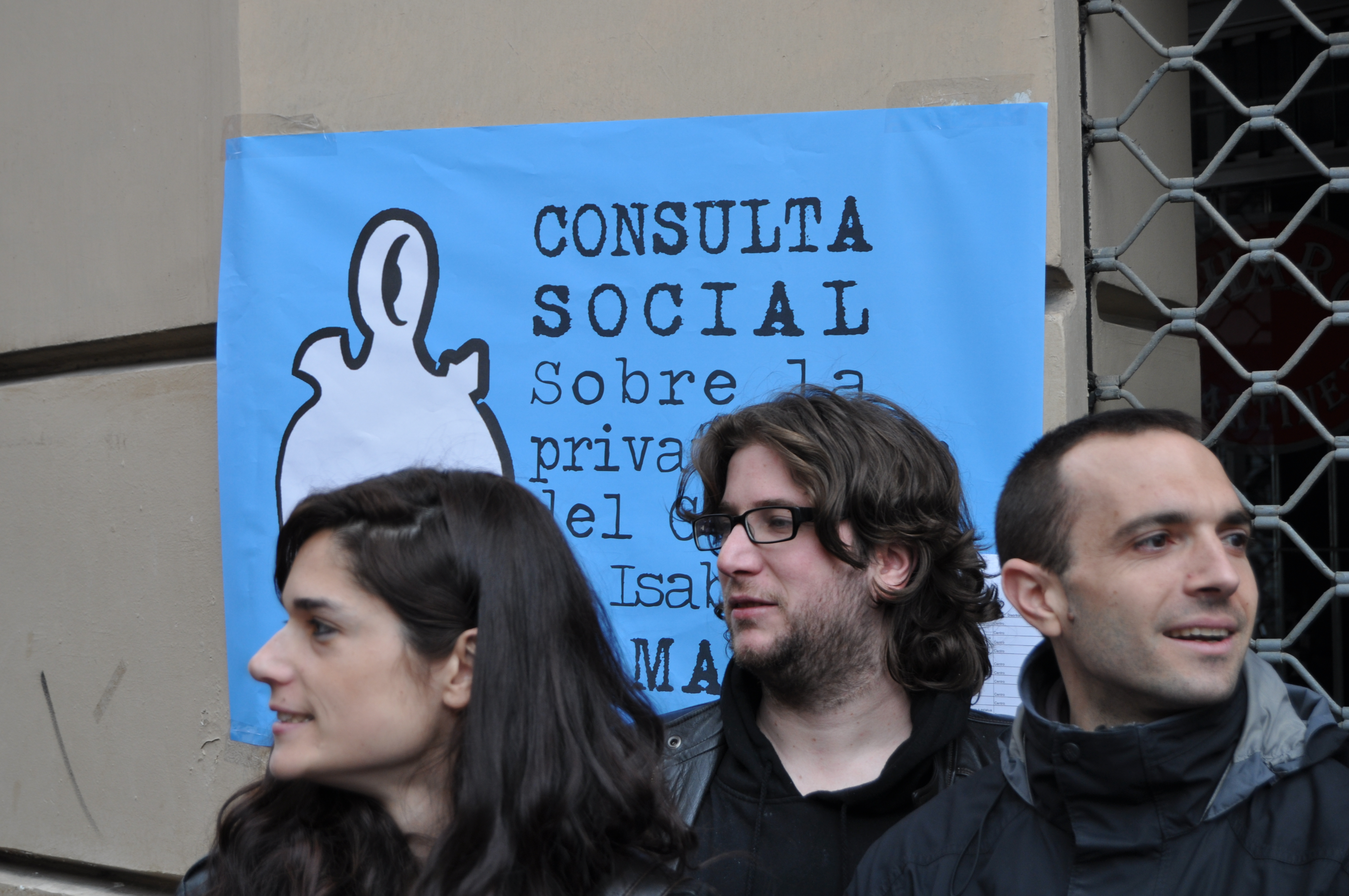
Acompañado de Clara Serra y Miguel Urbán en Madrid, abril de 2012, durante una actividad de Izquierda Anticapitalista

Luis Alegre pertenece desde 1992 a distintas organizaciones políticas de izquierda. Participó activamente en el Movimiento estudiantil contra la mercantilización de la Universidad entre 1999 y 2002. Fue militante del partido Espacio Alternativo, que posteriormente derivó en Izquierda Anticapitalista. 
Formó parte del Consejo Ejecutivo de la Fundación Centro de Estudios Políticos y Sociales (Fundación CEPS). Más adelante se convirtió en el responsable de Comunicación del grupo promotor de Podemos. Después de las elecciones europeas de 2014, fue elegido como Coordinador del Equipo Técnico que organizó la Asamblea Ciudadana «Sí Se Puede», celebrada en el Palacio de Vistalegre, donde fue uno de los cinco ponentes (junto a Pablo Iglesias, Íñigo Errejón, Juan Carlos Monedero y Carolina Bescansa) de los documentos fundacionales de Podemos. En la clausura de esta Asamblea, Luis Alegre obtuvo los votos necesarios para ser elegido miembro del Consejo Ciudadano de este partido y de su Ejecutiva Estatal. En febrero de 2015 fue elegido secretario general del partido en la Comunidad de Madrid. Abandonó el partido de forma discreta en el año 2016.
En marzo de 2019, se anunció como componente de la lista de Más Madrid para las Elecciones a la Asamblea de Madrid de 2019 sin salir elegido.